# منصور شاه الثاني سلطان فيرق
السلطان منصور شاه الثاني هو سلطان فيرق السابع الذي حكم من 1619 إلى 1627. كان شقيق السلطان علاء الدين شاه، سلطان فيرق الخامس. 
| سبقه مقدم شاه | سلطان فيرق 1619-1627 | تبعه السلطان محمود شاه |